# Prêmio Jovens Talentos da Literatura Maranhense
O Prêmio Jovens Talentos da Literatura Maranhense é uma premiação literária para jovens escritores do Maranhão ou radicados no estado há pelo menos 5 anos. A iniciativa foi criada por um professor da Universidade Federal do Maranhão (UFMA), em parceria com a Academia Imperatrizense de Letras e o site Região Tocantina. Os premiados recebem troféu, cesta literária com publicações de outros autores maranhenses, e uma quantia financeira.

## História
Criado em 2024, o prêmio foi idealizado em 2022, quando Marcos Fábio Belo Matosa foi premiado no I Concurso Literário da Academia Ludovicense de Letras (ALL). A recompensa financeira recebida possibilitou ao professor publicar seu livro Veritas. Com os recursos da venda do livro, decidiu estimular a cultura literária local criando o Prêmio Jovens Talentos da Literatura Maranhense.
As inscrições são gratuitas e voltadas a autores de 15 a 25 anos, nascidos no Maranhão ou radicados no estado há pelo menos 5 anos. O tema foi livre, sendo obrigatório que o material fosse inédito e original. Não foi permitido o uso de Inteligência artificial para a produção textual, sendo este um caráter eliminatório.
O prêmio visa selecionar gêneros diferentes a cada ano. A primeira edição, em 2024, foi dedicada à crônica. Marcos Fábio, coordenador da premiação, aponta que a escolha se deu por este ser um gênero mais simples, através do qual muitos autores iniciam sua produção literária. Para Anna Liz, escritora e membro da comissão julgadora de 2024, a crônica se apresenta como um tema potente para observação e análise do cotidiano, que pode ser abordado por diferentes caminhos e temas, e exercita um processo próprio do fazer literário, que é o prazer por desvendar o mundo.
Os primeiros vencedores do prêmio foram anunciados através de cerimônia presencial, com transmissão online, realizada durante o XVIII Simpósio de Comunicação da Região Tocantina (SIMCOM).

## Premiados
| Ano  | Premiado                              | Obra                              | Posição        | Ref.  |
| ---- | ------------------------------------- | --------------------------------- | -------------- | ----- |
| 2024 | Pedro Henrique Azevedo dos Santos     | A festa da democracia             | 1º lugar       | [ 6 ] |
| 2024 | Ozeias Evangelista de Oliveira Junior | Paralelepipedos do esquecimento   | 2º lugar       | [ 6 ] |
| 2024 | Carlos Alberto Rosa Rodrigues Neto    | Fuga do Inferno                   | 3º lugar       | [ 6 ] |
| 2024 | Ellohá da Sousa Pereira               | O passado é espelho               | Menção honrosa | [ 6 ] |
| 2024 | Maria Clara Corrêa Almeida            | São oito da manhã e eu passo café | Menção honrosa | [ 6 ] |
| 2024 | João Victor dos Santos de Oliveira    | Tapete de Retalhos                | Menção honrosa | [ 6 ] |
| 2024 | Juan Terra Lima Dias                  | Boa noite, dona sombra            | Menção honrosa | [ 6 ] |